# Dietro la parete
Dietro la parete (Za ścianą) è un film per la televisione del 1971 diretto da Krzysztof Zanussi.